# 1-ва езикова гимназия (Варна)
Първа езикова гимназия е средно училище в град Варна с петгодишен курс на обучение, специализирано в изучаването на английски и немски език. Гимназията има дългогодишна традиция в обучението на чужди езици. В училището се обучават около 1188 ученици на възраст между 14 и 19 години.

## История

### Варненска мъжка гимназия
Варненската мъжка гимназия е открита на 3 септември 1879 година като реално училище с първи и втори клас. Започва да работи в стара турска къща на ул. „Панагюрище“, която варненската община наема за 60 турски лири на година. Първи учители са Тодор Шишков, който е и първият директор, Фердинанд Дечев и Димитър Станчев. Училището се допълва постепенно, като през учебната 1884 – 85 година става пълна Реална гимназия. През 1885 година завършва и първият випуск от осем души. След две години последните два класа се закриват и става Петокласно педагогическо училище.
На 18 септември 1885 г. е осветена новата сграда на училището, което вече се нарича Варненска държавна гимназия. Построена е в неоготически стил от уста Генчо Кънев от Трявна въз основа на германски проект. Сградата е разположена сред обширен двор на една от главните градски улици „Сливница“ и по своята архитектурна композиция и планова схема е типична за училищата в Европа. На площада пред сградата до края на XIX век се виждат останки от Ибрям капия, част от някогашната крепостна стена на града. Постройката е двуетажна, с едностранно застрояване на класните стаи, централно стълбище в оста на главния вход и оскъдно оразмерени коридори и вестибюли. Зидарията над ниския каменен цокъл е от вносни червени тухли, които контрастират на камъка за да се постигне монументален и внушителен вид.
От 1888 г. гимназията носи името „Фердинанд I“. През 1890 – 91 учебна година отново се допълва със седми клас и става Варненска Държавна педагогическа гимназия „Фердинанд I“ с директор А. Козаров, 16-членен учителски състав и 240 ученици.
През 1891 – 92 учебна година е преименувана отново на Реална гимназия. В началото на 1893 – 94 учебна година се открива класически отдел, който през 1896 – 97 учебна година завършват първите осем абитуриенти. През 1909 – 10 учебна година гимназията става с пет класа и два отдела – реален и класически, като се оставят пети, шести и седми клас по стария тип и се открива първи клас по новата програма. Учебната 1911 – 12 учебна година е тридесет и трета от откриването, трета като петкласна гимназия и последна като седемкласна гимназия.
В гимназията преподават братята Карел и Херман Шкорпил, Анастас Иширков, В. П. Гочев, Петър Ников, Добри Христов и много други.
В периода 1917 – 1944 година училището се помещава в същата сграда, която вече е твърде тясна и неудобна, поради нарасналия брой ученици и паралелки. Училището има отлично обзаведени кабинети и една от най-богатите училищни библиотеки в страната, но е невъзможно да се осигурят класни стаи за всички паралелки. В последните години на периода се отделят няколко стаи в сутерена на Девическата гимназия за учебни стаи на Мъжката гимназия. Прехождането на учители и класове е неудобно въпреки малкото разстояние между двете сгради. На няколко пъти се правят опити за построяване на нова сграда, но това не се случва преди 1944 година.

През този период в училището има реални, полукласически и класически паралелки. С годините интересът към древните езици намалява и младежите се насочват към по-практически науки. През някои години когато няма достатъчно младежи-класици, бройките се допълват и с девойки-класички. Обикновено се приемат шест паралелки, от които три реални, две полукласически и една класическа. През по-късните години от периода рязко се увеличава броят на паралелките в четвърти клас до 8 – 10, но от тях отпадат много ученици и последните класове са по-малко.
От 1944 до 1949 година е Първа народна мъжка гимназия, от 1950 до 1954 – Първо средно единно училище, от 1958 година Първо средно политехническо училище. От 1961 – 62 получава името Първа политехническа гимназия. Изучават се машинознание, автотранспорт, основи на селското стопанство, тъкачество, шлосерство, стругарство, електротехника.
През 1963 – 64 приема името Христо Кабакчиев.
След основен ремонт през 1989 сградата на Мъжката гимназия е пригодена за художествена галерия. През май 1981 г. е чествана стогодишнината ѝ с гала концерт в Двореца на културата и спорта, среща с възпитаници на Първа мъжка гимназия в двора на старата ѝ сграда (днес худ. галерия „Борис Георгиев“), поход в Морската градина и участие в парада на 24 май.

### Първа езикова гимназия
ОК и ГК на БКП, Изпълкомът на ОНС и ГНС, почувствали необходимостта от кадри, владеещи чужди езици, настояват пред МНП да бъдат открити езикови паралелки с изучаване на английски, немски и руски език. През 1965 – 66 г. Първа политехническа гимназия „Христо Кабакчиев“ и Четвърто средно училище „Жечка Карамфилова“ с езикови паралелки се обединяват в Първа езикова гимназия „Христо Кабакчиев“ с директор Стоян Михайлов. От първия випуск през 1968 – 69 г. завършват 40 младежи и девойки.
Историята на Първа езикова гимназия започва през 1964 г., когато отделът по образованието от окръжния съвет, инициативен комитет от родители и общественици повдигат въпроса за нуждата от изучаване на английски и немски език в специализирана гимназия. Министерството на народната просвета дава разрешение за преподаване на часове по английски, немски и руски език, като всеки един има по 20 ученика в клас. Руският език е задължителен предмет за английските класове, а немски или френски – задължителен 3-ти чужд език. Съответно подреждане е приложено на немските и руски паралелки. Гимназията е с езиков профил от 1965 г.
Първоначално учениците са приемани в гимназията според техните оценки от завършване на 7-и клас. Явният интерес към новото варненско училище е причина за въвеждането на два приемни изпита, полагани съответно по български език и литература и по математика. Първата година, в която се използва тази система, състезанието е голямо – 10 до 12 ученика се състезават за едно място в гимназията. Това е традиция, която се е запазила и е останала непроменена през всичките тези години. Тя все още съществува въпреки многото други възможности за изучаване на чужди езици.
Някои от най-добрите експерти в обучението на чужди езици са поканени за учители в гимназията – Стефка Хаджииванова, Ксения Станева (по немски), Весела Захариева и Димитрина Съботинова (по английски), както и млади, ентусиазирани и отдадени на професията си учители. От начало предмети като биология, химия, история и география са преподавани на съответния чужд език, най-вече от български специалисти, но също и от чужденци. Следва се принципът на назначаване на работа на известни преподаватели. Резултатите са високи, като 98% от първите завършили ученици са приети да продължат обучението си в колежи и университети в годината на дипломирането си.
До 1972 г. гимназията се помещава в сградата на Девическата гимназия (сега Варненски археологически музей). През 1972 г. Първа езикова гимназия се мести в нова сграда близо до спирка „Почивка“. През следващите години се приемат ученици в четири английски и три немски паралелки. Руският език отпада като избор. През 2001 г. немските паралелки също стават четири. На 15 август 2009 година официално е открита новата сграда на Първа езикова гимназия – бившата сграда на гимназия „Николай Лилиев“/ на ул. „Подвис“. От учебната 2009/2010 година броят на английските паралелки се увеличава на пет.

## Обучение
| Уч.година | Мин. БАЛ – АЕ момичета / момчета | Мин. БАЛ – НЕ момичета / момчета | Паралелки АЕ | Паралелки НЕ |
| --------- | -------------------------------- | -------------------------------- | ------------ | ------------ |
| 2014/2015 | 32.852                           | 33.788                           | 5            | 4            |
| 2013/2014 | 32,342                           | 33,658                           | 5            | 4            |
| 2012/2013 | 32,786                           | 33,536                           | 5            | 4            |
| 2011/2012 | 32,856                           | 33,214                           | 5            | 4            |
| 2010/2011 | 32,572                           | 32,036                           | 5            | 4            |
| 2009/2010 | 30,714                           | 29,858                           | 5            | 4            |
| 2008/2009 | 31,350                           | 30,200                           | 4            | 4            |
| 2007/2008 | 31,358                           | 30,250                           | 4            | 4            |
| 2006/2007 | 31,620                           | 31,180                           | 4            | 4            |
| 2005/2006 | 31,626                           | 31,188                           | 4            | 4            |
| 2004/2005 | 32,000 / 30,126                  | 32,188 / 30,564                  | 4            | 4            |
| 2003/2004 | 32,314 / 32,500                  | 30,126 / 30,438                  | 4            | 4            |
| 2002/2003 | 33,002 / 30,876                  | 32,438 / 29,814                  | 4            | 4            |

Паралелки: 9
- английски паралелки: 5 /от учебната 2009/2010 г./
- немски паралелки: 4 /от учебната 2000/2001 г./

Специализирани часове:
- първи чужд език: 1590 часа минимум, разпределени между 5-те години, както следва:
- 8-и клас: 648
- 9-и клас: 252
- 10-и клас: 252
- 11-и клас: 252
- 12-и клас: 186

- второстепенен чужд език: избор между английски и немски, минимум 566 часа между 9-и и 12-и клас, както следва:
- 8-и клас: -
- 9-и клас: 126
- 10-и клас: 136
- 11-и клас: 180
- 12-и клас: 124

ЗИП 217 часа, от които 155 /или 124/ часа за четвърти профилиращ предмет по избор и 62 /или 93/ часа по избор за непрофилирана подготовка.
От 2009 г. Първа езикова гимназия е изпитен център на Edexcel – най-голямата организация за провеждане на изпити и оценяване във Великобритания за придобиване на международен сертификат за владеене на английски език London Tests of English и London Tests of English for Children. Първа езикова гимназия е единственото средно училище в областта, на което е оказана тази чест. Центърът осигурява регистрация и провеждане на изпитите.
От учебната 2006/2007 г. Първа езикова гимназия получи сертификат за провеждане на изпита TOEFL. С това гимназията е единственото държавно средно училище във Варна и областта, което е изпитен център за TOEFL.
От 1995 г. Първа езикова гимназия е четвъртият в страната немски езиков център. Всички участници в проекта DSD през изминали години блестящо защитиха правото на немска езикова диплома.
В Първа езикова гимназия е създаден спортен клуб „Първа“, в който се развиват следните спортове: футбол, баскетбол, волейбол, бадминтон, плуване, тенис на маса и шах.

## Фестивали и инициативи
По традиция всяка година се провеждат по няколко големи фестивала: Фестивал на музиката, Фестивал на танца и Фестивал на любовта (по случай Деня на влюбените – 14 февруари). През учебната 2011/2012 те са заменени от един Фестивал на талантите, който се провежда за първи път на 4 април 2012. На 27 март 2013 се състоя второто издание на фестивала.
Ежегодно се провеждат и два благотворителни базара – Коледен и Великденски, на които гимназистите подготвят различни лакомства, а също и картички за съответните празници, като всички продукти се продават сред връстници и учители, а събраните накрая средства се раздават на ученици от гимназията с различни затруднения.
Освен Коледния базар, през декември се случват и няколко други събития като Конкурса за най-добре украсена класна стая, Коледната поща, както и Коледния концерт.
Официалният празник на гимназията е 16 май.

## Възпитаници
Видни личности, завършили гимназията:
- Митко Петев – български офицер, вицеадмирал, командир на ВМС, впоследствие – военен представител на началника на отбраната във Военния комитет на НАТО и във Военния комитет на Европейския съюз
- Димо Гяуров – генерал-майор, директор на Националната разузнавателна служба (1997 – 2003), народен представител (2009 – 2013), извънреден посланик в Будапеща
- Душана Здравкова – юрист, съдия, евродепутат (2007 – 2009)
- Емил Радев – юрист, народен представител (2009 – 2014), евродепутат (от 2014)
- Илко Ескенази – политик от СДС, народен представител (1990 – 1994), вицепремиер в 82. правителство на България (1992)
- Кирил Йорданов – кмет на Варна (1999 – 2013)
- Мариус Донкин – актьор
- Меглена Плугчиева – политик от БСП, народен представител (1995 – 2001; 2009 – 2013), вицепремиер в 86. правителство на България, посланик в Германия (2004 – 2008),
- Милен Врабевски – председател на Управителния съвет на Фондация „Българска памет“
- Николай Василев – политик от НДСВ, вицепремиер (2001 – 2005)
- Пламен Марков – режисьор, директор на Сатиричния театър в София (1989 – 1996)
- Благомир Коцев – кмет на Варна (от 2023 г.)